# Hilkia
Hilkia, Chilkia (חלקיהו בן שַׁלּוּם, "Jah is mijn aandeel" of "eigendom van Jah") of Elcias (Ἐλκίας) was een Joodse hogepriester uit het geslacht van Sadok ten tijde van koning Josia (7e eeuw v.Chr.) van Juda (1 Kronieken 5:39). Zijn vader en voorganger als hogepriester was Sallum en zijn zoon was Azarja (1 Kronieken 5:39).

## Restauratie van de tempel

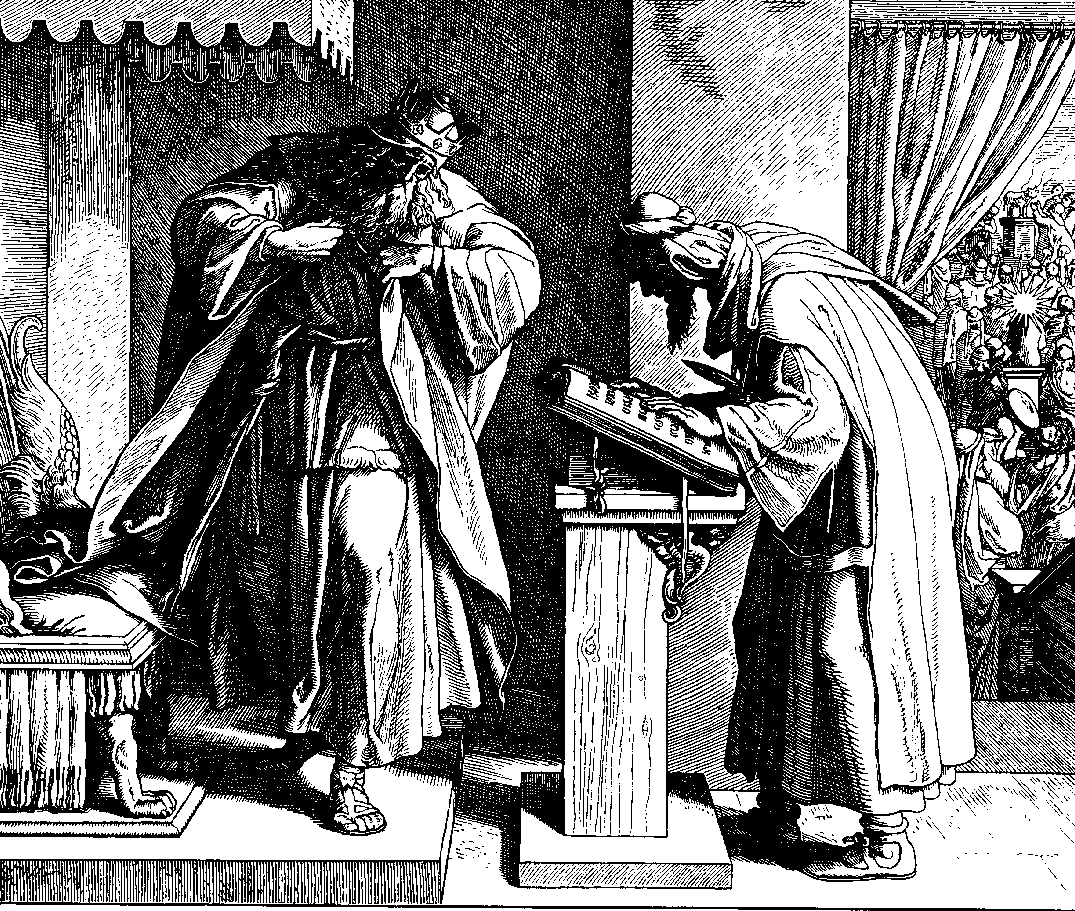
Koning Josia verneemt het woord van God uit het Wetboek (pentekening van Julius Schnorr von Carolsfeld, 1858).

Toen koning Josia in 622 v.Chr. opdracht gaf de Joodse tempel te restaureren, gaf hij aan Hilkia de opdracht om het geld te tellen (2 Koningen 22:4), volgens Flavius Josephus om het geld om te smelten en er mengvaten en plengschalen van te maken. Toen Hilkia het geld tevoorschijn haalde, vond hij het verdwenen wetboek van Mozes (2 Kronieken 34:14). Hij gaf het wetboek aan Safan, de schrijver, die het aan de koning overhandigde (2 Kronieken 34:15-18).
De koning was bang voor het oordeel en stuurt hen naar Hulda, een profetes, om raad te vragen (2 Kronieken 34:19-22). Zij stelde hen gerust: het oordeel zou niet onder koning Josia worden voltrokken, omdat hij zich voor het aangezicht van God had vernederd (2 Kronieken 34:23-28). Na deze gebeurtenissen gebood de koning Hilkia om al het gereedschap dat voor de Baäldienst werd gebruikt uit de tempel te verwijderen (2 Koningen 23:4).